# Dale E. Wolf
Dale Edward Wolf, född 6 september 1924 i Kearney i Nebraska, död 20 mars 2021, var en amerikansk republikansk politiker. Han var Delawares viceguvernör 1989–1992 och därefter guvernör 1992–1993.
Wolf utexaminerades från University of Nebraska–Lincoln och doktorerade vid Rutgers University. Han tjänstgjorde i andra världskriget i USA:s armé.
Wolf tillträdde 1989 som Delawares viceguvernör. Guvernör Michael Castle avgick 1992 och efterträddes av Wolf. Han efterträddes sedan 1993 i guvernörsämbetet av Thomas Carper.